# Cannon
För andra betydelser, se Cannon (olika betydelser).
Cannon (originaltitel: Cannon),  amerikansk deckar-TV-serie med William Conrad som den rundlagde och matglade privatdetektiven Frank Cannon. Serien skapades av Edward Hume och svensk TV-premiär var i november 1972. Serien nominerades till en Golden Globe för bästa dramaserie 1974 och William Conrad nominerades till två Golden Globe för bästa TV-skådespelare 1973 och 1974. Totalt producerades 120 avsnitt (122 inklusive pilotavsnitten I & II) 1971–1976. Dessutom spelades TV-filmen The Return of Frank Cannon in (1980).

## DVD-utgåvor
8 juli 2008 utgavs första halvan av säsong 1, på DVD i USA. Därefter har tre halvsäsonger till givits ut i USA. I Sverige har motsvarande material (säsong 1 och 2) givits ut i två DVD-boxar.

## Avsnittsförteckning
- Pilotavsnitt I & II

## Säsong 1
- The Salinas Jackpot
- Death Chain
- Call Unicorn
- Scream of Silence
- Fool's Gold
- Girl in the Electric Coffin
- Dead Pigeon
- A Lonely Place to Die
- No Pockets in the Shroud
- Stone, Cold Dead
- Death Is a Double Cross
- The Nowhere Man
- Flight Plan
- Devil's Playground
- Treasure of Saint Ignacio
- Blood on the Vine
- To Kill a Guinea Pig
- The Island Caper
- A Deadly Quiet Town
- A Flight of Hawks
- The Torch
- Cain's Mark
- Murder by Moonlight

## Säsong 2
- Bad Cats and Sudden Death
- Sky Above, Death Below
- Bitter Legion
- That Was No Lady
- Stakeout
- The Predators
- A Long Way Down
- The Rip Off
- Child of Fear
- The Shadow Man
- Hear No Evil
- The Endangered Species
- Nobody Beats the House
- Hard Rock Roller Coaster
- The Dead Samaritan
- Death of a Stone Seahorse
- Moving Target
- Murder for Murder
- To Ride a Tiger
- The Prisoners
- The Seventh Grave
- Catch Me If You Can
- Press Pass to the Slammer
- Deadly Heritage

## Säsong 3
- He Who Digs a Grave
- Memo from a Dead Man
- Hounds of Hell
- Target in the Mirror
- Murder by Proxy
- Night Flight to Murder
- Come Watch Me Die
- The Perfect Alibi
- The Dead Lady's Tears
- The Limping Man
- Trial by Terror
- Murder by the Numbers
- Valley of the Damned
- A Well Remembered Terror
- Arena of Fear
- Photo Finish
- Duel in the Desert
- Where's Jennifer?
- Blood Money
- Death of a Hunter
- The Cure That Kills
- Bobby Loved Me
- Triangle of Terror
- The Stalker

## Säsong 4
- Kelly's Song
- The Hit Man
- Voice from the Grave
- Lady in Red
- The Deadly Trail
- The Exchange
- The Avenger
- A Killing in the Family
- Flashpoint
- The Man Who Couldn't Forget
- The Sounds of Silence
- The Prisoner
- Daddy's Little Girl
- The Conspirators
- Coffin Corner
- Perfect Fit for a Frame
- Killer on the Hill
- Missing at FL307
- The Set Up
- The Investigator
- Lady on the Run
- Vengeance
- Tomorrow Ends at Noon
- Search and Destroy

## Säsong 5
- Nightmare
- The Deadly Conspiracy
- The Wrong Medicine
- The Iceman
- The Victim
- The Man Who Died Twice
- A Touch of Venom
- Man in the Middle
- Fall Guy
- The Melted Man
- The Wedding March
- The Hero
- To Still the Voice
- The Star
- The Games Children Play
- The Reformer
- The House of Cards
- Revenge
- Cry Wolf
- The Quasar Kill
- Snapshot
- Point After Death
- Bloodlines
- Madman

## Nielsen-placering
- 1971-72: #29
- 1972-73: #14
- 1973-74: #10
- 1974-75: #27